# Demons (Imagine Dragons)
Demons è un singolo del gruppo musicale statunitense Imagine Dragons, il quarto estratto dall'album Night Visions, pubblicato il 7 maggio 2013.
Era stato inizialmente pubblicato nel quarto EP della band, Continued Silence EP, del 2012.
Il brano ha ottenuto un grande successo commerciale in tutto il mondo, in particolare negli Stati Uniti, dove è rimasta in classifica per dodici settimane di fila nella top ten della Billboard Hot 100, quattro delle quali al sesto posto.

## Video musicale
Il video fontana per il singolo è stato pubblicato il 7 maggio 2013. Girato principalmente a Las Vegas, in Nevada, durante un concerto della band il 7 febbraio dello stesso anno e diretto da Isaac Halasima, vede alcune scene dell'esibizione degli Imagine Dragons, alternate ad altre dove attraverso dei flashback viene mostrato il passato doloroso e i "demoni" di alcune delle persone che assistono al concerto. Il video finisce con la dedica a Tyler Robinson, un ragazzo di 17 anni fan della band morto nel marzo precedente dopo una lunga battaglia contro il cancro.
Ha vinto un MuchMusic Video Award nella categoria "Miglior video di una band internazionale" nel 2013 e ha ricevuto una nomination come miglior video rock agli MTV Video Music Awards 2014.

## Tracce
CD promozionale
1. Demons – 2:57 (Ben McKee, Adam Baachaoui, Dan Platzman, Dan Reynolds, Wayne Sermon, Alexander Grant, Josh Mosser)

Download digitale
1. Demons (Imagine Dragons Remix) – 3:16
2. Demons (KIDinaKORNER Remix) – 3:19
3. Demons (Acoustic Live in London) – 3:07
4. Demons (Music Video) – 3:56

## Classifiche

### Classifiche settimanali
| Classifica (2013-23)             | Posizione massima |
| -------------------------------- | ----------------- |
| Australia                        | 11                |
| Austria                          | 7                 |
| Canada                           | 4                 |
| Francia                          | 15                |
| Irlanda                          | 11                |
| Italia                           | 4                 |
| Lituania                         | 50                |
| Nuova Zelanda                    | 12                |
| Paesi Bassi                      | 18                |
| Portogallo                       | 7                 |
| Regno Unito                      | 13                |
| Spagna                           | 27                |
| Stati Uniti                      | 6                 |
| Stati Uniti (adult alternative)  | 2                 |
| Stati Uniti (adult contemporary) | 11                |
| Stati Uniti (adult top 40)       | 2                 |
| Stati Uniti (alternative)        | 2                 |
| Stati Uniti (dance/mix airplay)  | 17                |
| Stati Uniti (digital)            | 5                 |
| Stati Uniti (mainstream rock)    | 21                |
| Stati Uniti (pop)                | 1                 |
| Stati Uniti (radio)              | 3                 |
| Stati Uniti (rock & alternative) | 2                 |
| Stati Uniti (rock airplay)       | 2                 |
| Stati Uniti (rock digital)       | 2                 |
| Svezia                           | 7                 |
| Svizzera                         | 8                 |

### Classifiche di fine anno
| Classifica (2013)                | Posizione |
| -------------------------------- | --------- |
| Canada                           | 54        |
| Nuova Zelanda                    | 40        |
| Stati Uniti                      | 62        |
| Stati Uniti (alternative)        | 5         |
| Stati Uniti (adult pop)          | 50        |
| Stati Uniti (digital)            | 63        |
| Stati Uniti (pop)                | 50        |
| Stati Uniti (rock & alternative) | 8         |
| Stati Uniti (rock airplay)       | 6         |
| Stati Uniti (rock digital)       | 13        |
| Classifica (2014)                | Posizione |
| Canada                           | 17        |
| Italia                           | 7         |
| Stati Uniti                      | 23        |
| Stati Uniti (adult contemporary) | 21        |
| Stati Uniti (adult pop)          | 22        |
| Stati Uniti (alternative)        | 23        |
| Stati Uniti (digital)            | 28        |
| Stati Uniti (pop)                | 35        |
| Stati Uniti (radio)              | 14        |
| Stati Uniti (rock & alternative) | 6         |
| Stati Uniti (rock airplay)       | 12        |
| Stati Uniti (rock digital)       | 5         |
| Classifica (2018)                | Posizione |
| Stati Uniti (rock digital)       | 40        |
| Classifica (2023)                | Posizione |
| Portogallo                       | 170       |
| Classifica (2024)                | Posizione |
| Francia                          | 163       |
| Portogallo                       | 167       |
| Svizzera                         | 86        |